# Gloria Amparo Rodríguez
Gloria Amparo Rodríguez (Pensilvania, Caldas; 21 de agosto de 1963) es una jurista colombiana, reconocida internacionalmente por su aportes en el Derecho ambiental y como promotora de los Derechos humanos, en particular de los derechos étnicos. Actualmente es magistrada titular del Tribunal para la Paz, el máximo órgano de la Jurisdicción Especial para la Paz. Además, es profesora distinguida de la Facultad de Jurisprudencia de la Universidad del Rosario. Sus postulados doctrinales sobre la protección de los derechos de los pueblos indígenas, cuyos intereses se deben garantizar a través de un consentimiento libre, previo e informado, se constituyen una de las teorías contemporáneas más influyentes sobre la consulta previa en América Latina.

## Trayectoria
Durante dos décadas estuvo vinculada a la Universidad del Rosario donde desempeñó labores de docencia e investigación, además ocupar cargos directivos en la jefatura de postgrados de la Facultad de Jurisprudencia; en la dirección de la especialización en Derecho ambiental y del Grupo de Investigación en Derecho Público. Adicionalmente, a lo largo de su trayectoria ha servido en instituciones académicas y organismos públicos como el Tribunal Administrativo de Cundinamarca, el Foro Nacional Ambiental. y como conjuez la Corte Constitucional de Colombia..
Recibió su doctorado (Ph.D.) en Sociología Jurídica por la Universidad Externado de Colombia y obtuvo la beca posdoctoral 'Masaji Chiba' en el Instituto Internacional de Sociología Jurídica en Oñate, gracias a la cual dedicó varios años de su actividad investigativa al estudio del derecho consuetudinario de los pueblos indígenas para la prevención y solución de los conflictos ambientales en sus territorios. 

### Magistrada del Tribunal para la Paz
Tras suscribirse el Acuerdo de Paz con las Fuerzas Armadas Revolucionarias de Colombia se estructura la Jurisdicción Especial para la Paz (JEP) creándose en este marco el Tribunal Especial para la Paz como su órgano máximo y de cierre jurisprudencial. El 26 de septiembre de 2017 el Comité de Escogencia designó a Gloria Amparo Rodríguez como magistrada titular para este alto Tribunal, encomendándosele la misión de esclarecer, investigar y juzgar las graves violaciones a los derechos humanos y al Derecho Internacional Humanitario cometidas durante las más de cinco décadas de guerra.

### Reconocimientos
Es una de las juristas más referenciadas en el ámbito académico en Colombia como resultado de la amplia recepción de sus postulados teóricos, lo cual le ha hecho merecedora de múltiples distinciones, entre éstas el de 'Mujer Coomeva' al ser considerada "uno de los principales acervos investigativos y académicos en Colombia sobre Derecho y el Medio Ambiente". En 2004 creó la "Cátedra Viva Intercultural", reconocida como caso de éxito por parte del Ministerio de Educación Nacional y, en los años 2011 y 2013 respectivamente, la Universidad del Rosario le otorgó el "Premio de Docencia Juan Agustín Uricoechea y Navarro" y la Orden Calatrava.
A nivel internacional, recibió el reconocimiento por sus grandes contribuciones al desarrollo y fortalecimiento de la Cátedra del Derecho, como profesora adscrita al Seminario de Derecho Ambiental de la Universidad Nacional Autónoma de México.

## Aportes
Es una de las juristas más citadas por la comunidad académica en Colombia, destacándose además por su notable influencia en la evolución del Derecho ambiental y de los pueblos indígenas, gracias a sus aportes en materia de consulta previa, conflictos ambientales, principio de precaución y justicia ambiental. 

### Consulta previa
Rodríguez aboga por una "lectura integral" de la consulta previa en las actividades que puedan afectar a los derechos de los pueblos indígenas, así como por una nueva interpretación de los conflictos ambientales en Colombia, un concepto que para esta jurista implica "una confrontación social, económica y política entre diferentes actores (públicos y privados; locales, nacionales e internacionales) que surge por la existencia de diversos intereses relacionados con el uso, manejo, aprovechamiento, exploración, explotación, conservación, protección, administración y/o afectación de los recursos naturales y del ambiente"; y en el que establece además una tipología sobre las causas de los conflictos ambientales en territorios indígenas.

### Principio de precaución
En el ámbito del Derecho ambiental colombiano se ha situado como una de las principales defensoras del principio de precaución, adoptando una postura marcada al considerar que este ha logrado cristalizarse "en una verdadera norma jurídica vinculante en el derecho colombiano, con consecuencias jurídicas claras y precisas”. Pese a ello, reconoce también que el principio de precaución involucra diversas consideraciones en relación con su efectividad, siendo preciso dimensionar, dentro de su comprensión y aplicación, aristas relacionadas con consideraciones científicas y con el diseño de las políticas públicas.
Por lo anterior, Rodríguez ha sido consultada por instancias como la Corte Constitucional de Colombia, dejando entrever su punto de vista garantista a favor del Derecho a un ambiente sano y a la salud humana en sentencias clave como la T-1077/12,, en la que se ordenó desmontar una antena en el municipio de Fresno_(Tolima), en aplicación del principio de precaución tras concluir que existía falta de rigor científico en los estudios que pretendían demostrar la inocuidad de la contaminación electromagnética emitida por las antenas.
Sin embargo, en el caso de otros asuntos clave como la erradicación de la coca mediante la aspersión aérea con Glifosato o los potenciales riesgos que entraña un organismo modificado genéticamente pese a que la consideración del principio de precaución se sitúe en un primer orden, la realidad ha sido otra y su aplicación tardía, tal como lo ha puesto de manifiesto en sus varias intervenciones al respecto, en las que ha asumido una posición crítica con las instituciones encargadas de aplicarlo.

### Conflictos ambientales
Su propuesta de abordaje integral e integrador de los conflictos ambientales entendidos comprende el análisis del conjunto de elementos que configura una confrontación social entre diferentes actores respecto a sus intereses relacionados con el uso, aprovechamiento, manejo, conservación, gestión o afectaciones de los recursos naturales y del ambiente. A partir de su enfoque de derechos, los diversos planteamientos aterrizan no sólo sobre estos dos últimos intereses jurídicos protegidos por el Estado, sino por el respeto a otras formas de ver el mundo (cosmovisión) que son propias de los pueblos indígenas y las comunidades étnicas. Este novedoso enfoque le ha permitido abordar diversas problemáticas desde los mecanismos que posibilitan la garantía de los derechos de comunidades y grupos étnicos, tales como el derecho al territorio, a la autonomía, a los recursos naturales y a la participación, para la cual, sostiene Rodríguez "previamente, se establece qué se entiende pro conflictos ambientales, su dimensión, los actores involucrados y una tipología con la que se definen las causas de los mismos"  

## Escuela de Derecho Ambiental de la Universidad del Rosario
Gloria Amparo Rodríguez inició e impulsó una tradición de pensamiento marcada por el interés por abordar con rigor los dilemas que se dan entre el desarrollo, la protección del ambiente y la defensa de los intereses de los pueblos indígenas, con miras a superar los obstáculos que han sido persistentes en los conflictos ambientales. Sus propuestas se sitúan sobre el imperativo de generar un norte en las políticas ambientales capaz de integrarse con otros sectores; orientada a garantizar derechos y a comprometer al Estado en proteger el ambiente, la diversidad étnica y, al mismo tiempo, fomentar el desarrollo en el contexto de construcción de la paz.
Sus postulados han sido acogidos por otros teóricos del derecho ambiental gracias a la influencia que ha dejado en una escuela naciente del derecho ambiental en Colombia, cuyas raíces se remontan principalmente a un grupo de estudiosos formados bajo su tutela en la Universidad del Rosario en la década del 2010. De estos estudiosos han cobrado especial importancia e influencia Andrés Gómez Rey en temas de derecho al agua, Iván Vargas Chaves quien estudia las relaciones entre las ciencias de la vida y el derecho, Juan Pablo Muñoz Onofre en materia derechos territoriales de los pueblos indígenas, Audrey Mena Mosquera en derechos bioculturales y Adolfo Ibáñez Elam  en temas relacionados con los conflictos ambientales; todos ellos guiados por algunos de sus aportes en el marco de una escuela de pensamiento propia.

## Libros
- 2004: Guía Metodológica Para La Certificación De La Función Ecológica De La Propiedad En Los Resguardos Indígenas En Colombia
- 2007: Flora medicinal y sus conocimientos asociados. Lineamientos para una regulación
- 2009: La participación en la gestión ambiental - Un reto para el nuevo milenio
- 2009: Principales escenarios internacionales de protección ambiental y del conocimiento tradicional para los pueblos indígenas
- 2010: Luis Antonio Robles. Sombra Y Luz
- 2010: Conflictos Y Judicialización De La Política En La Sierra Nevada De Santa Marta
- 2011: Protección Jurídica Del Agua En Colombia
- 2012: Mujeres Indígenas Tejedoras De Vida, De Paz Y De Futuro
- 2012: Las Licencias Ambientales En Colombia
- 2013: El Derecho Fundamental Al Agua. Una Visión Desde El Derecho Ambiental Y Los Servicios Públicos Domiciliarios
- 2014: De la Consulta Previa al Consentimiento Libre, Previo e informado a Pueblos Indígenas en Colombia
- 2015: Las Rutas De La Consulta. Una Discusión Sobre La Reglamentación De La Consulta Previa, Libre E Informada
- 2015: Los derechos de los pueblos indígenas de Colombia. Luchas, contenido y relaciones
- 2016: Los conflictos ambientales en Colombia y su incidencia en los territorios indígenas
- 2017: Los conflictos ambientales en Colombia. En el ejercicio del Derecho Mayor y la Ley de origen de los pueblos indígenas